# Instal·lacions de Lezama
Les Instal·lacions de Lezama (en euskera: Lezamako Kirol-instalakuntzak), són la ciutat esportiva del planter del club Athletic Club de la Primera Divisió espanyola. Se situen al poble de Lezama, a uns 10 km a l'est de Bilbao, i varen ser inaugurades el 1971.
Actualment, la superfície total de les instal·lacions és de 14,760 m².
L'icònic arc de San Mamés (que originalment en suportava la teulada) fou preservat de la demolició de 2013 i transportat en peces a Lezama, on fou instal·lat a la vora del camp que fan servir els equips filials i femení.